# Щербаков, Сергей Георгиевич
Сергей Георгиевич Щербаков (1925—1992) — советский государственный деятель. Кандидат в члены ЦК КПСС (1986—1990).

## Биография
- 1941—1942 — ученик машиниста моторыболовной станции.
- 1942—1947 — в Действующей армии: солдат 190-го стрелкового полка, курсант отдельного учебного батальона 36-й стрелковой дивизии, курсант курсов младших лейтенантов, командир взвода разведчиков 106-го стрелкового полка 36-й стрелковой дивизии, командир роты автоматчиков 106-го полка, командир учебной роты 78-го механизированного полка 21-й механизированной дивизии.
- 1947—1951 — учащийся Астраханского нефтяного техникума.
- 1951—1960 — студент, аспирант Московского института нефтехимической и газовой промышленности. Одновременно в 1958—1959 годах стажёр Калифорнийского университета в Беркли.
- 1960—1961 — ассистент, секретарь парткома Московского института нефтехимической и газовой промышленности.
- 1961—1965 — второй, первый секретарь Октябрьского райкома КПСС, Москва.
- 1965—1984 — заместитель заведующего, первый заместитель заведующего Отделом науки и учебных заведений ЦК КПСС.
- 1984—1988 — министр просвещения СССР.
- С июля 1988 года персональный пенсионер союзного значения.

Похоронен на Троекуровском кладбище.